# 向田の火祭り
向田の火祭り（こうだのひまつり）は、石川県七尾市能登島向田町の伊夜比咩（いやひめ）神社の火祭り及びキリコ祭りである。毎年7月の最終土曜日に開催される。日本三大火祭りのひとつ。石川県指定無形民俗文化財。青柏祭、お熊甲祭、石崎奉燈祭とともに七尾四大祭の一つとなっている。

## 概要
午後8時ころに御神燈を載せた神輿と供奉する大小7基の奉燈（キリコ）が伊夜比咩神社を出発、目的地の崎山広場には高さ約30mの柱松明（たいまつ）が立てられ、その周りを7周後、神輿の御神燈より地元住民と一般の観光客が持つ藁松明に移しグルグルと回しながら柱松明の周りを回る。笛の合図で一斉に柱松明に投げ込むと夜空を明るく照らす大きな炎となり、やがて大きく傾き崩れ落ちる。この崩れ落ちる方角により海側だと「豊漁」、山側だと「豊作」とされる。
1987年（昭和62年）1月14日に石川県の無形民俗文化財に指定、1997年（平成9年）12月4日に能登一円のキリコ祭りが、国の「記録作成等の措置を講ずべき無形の民俗文化財」に選択されているが、その中の1つである。また2015年（平成27年）4月24日には、「灯り舞う半島 能登 〜熱狂のキリコ祭り〜」の中の1つとして日本遺産に認定された。

## 向田の火祭りを紹介する施設
- 和倉温泉お祭り会館 – 七尾市和倉町（和倉温泉街）にある、向田の火祭りを含む、七尾市の代表的な4つの祭りの山車等を展示し紹介する施設（山車会館）。